# Tytroca sabulifera
Tytroca sabulifera är en fjärilsart som beskrevs av W. Warren 1916. Tytroca sabulifera ingår i släktet Tytroca och familjen nattflyn. Inga underarter finns listade i Catalogue of Life.